# Сан Маркос (Тексас)
Сан Маркос (енгл. San Marcos) град је у америчкој савезној држави Тексас. По попису становништва из 2010. у њему је живело 44.894 становника.

## Демографија
Према попису становништва из 2010. у граду је живело 44.894 становника, што је 10.161 (29,3%) становника више него 2000. године.
| Група             | 2000.          | 2010.          |
| Белци             | 19.165 (55,2%) | 24.098 (53,7%) |
| Афроамериканци    | 1.921 (5,5%)   | 2.465 (5,5%)   |
| Азијати           | 426 (1,2%)     | 697 (1,6%)     |
| Хиспаноамериканци | 12.676 (36,5%) | 16.967 (37,8%) |
| Укупно            | 34.733         | 44.894         |